# François Nguimbi
 (février 2018).
Si vous disposez d'ouvrages ou d'articles de référence ou si vous connaissez des sites web de qualité traitant du thème abordé ici, merci de compléter l'article en donnant les références utiles à sa vérifiabilité et en les liant à la section « Notes et références ».
François Nguimbi est un homme politique congolais, ancien ministre du Travail, de la sécurité sociale et des Ressources humaines dans le gouvernement de Transition d'André Milongo.
Au milieu des années 1990, il créa et anima une association lissoubiste, le CRASPN, avec les faveurs de Claudine Munari.